# Twente
Twente er en region i den østlige del af Nederlandene. Regionen omfatter ca. halvdelen af provinsen Overijssel og består af 14 kommuner.
Navnet Twente er afledet fra en germansk stamme, Tubanterne, der beboede området op til det 4. århundrede e.Kr. f. Twentes latinske form er Tubantia.

## Geografi

### Kommuner
Twentes 14 kommuner med i alt 620.000 indbyggere arbejder sammen på områder som offentlig transport, boligbyggeri og planlægning, økonomi, folkesundhed og turisme. Kommunerne i alfabetisk rækkefølge er Almelo, Borne, Dinkelland, Enschede, Hof van Twente, Haaksbergen, Hellendoorn, Hengelo, Losser, Oldenzaal, Rijssen-Holten, Tubbergen, Twenterand og Wierden.

### Byer
De største byer i Twente er Enschede, Hengelo, Almelo og Oldenzaal. Af andre byer kan nævnes Haaksbergen, Hellendoorn, Borne, Vriezenveen, Tubbergen og Rijssen.
I øst grænser Twente til de tyske regioner Münsterland og Grafschaft Bentheim. Sammen med blandt andet disse områder deltager Twente i Europaregionen 'Euregio(-n)'.

## Økonomi
Tekstilindustrien var op til midten af '70-erne i det 20. årh. en meget vigtig erhvervsektor i Twente, men den er nu næsten forsvundet helt. I dag findes arbejdspladserne især i landbruget/fødevareindustrie, sundhedssektoren, service, high tech og ikke mindst i byggebranchen.